# Anagaricophilus concinnus
Anagaricophilus concinnus là một loài bọ cánh cứng trong họ Endomychidae. Loài này được Vinson miêu tả khoa học năm 1950.